# Aquecedor

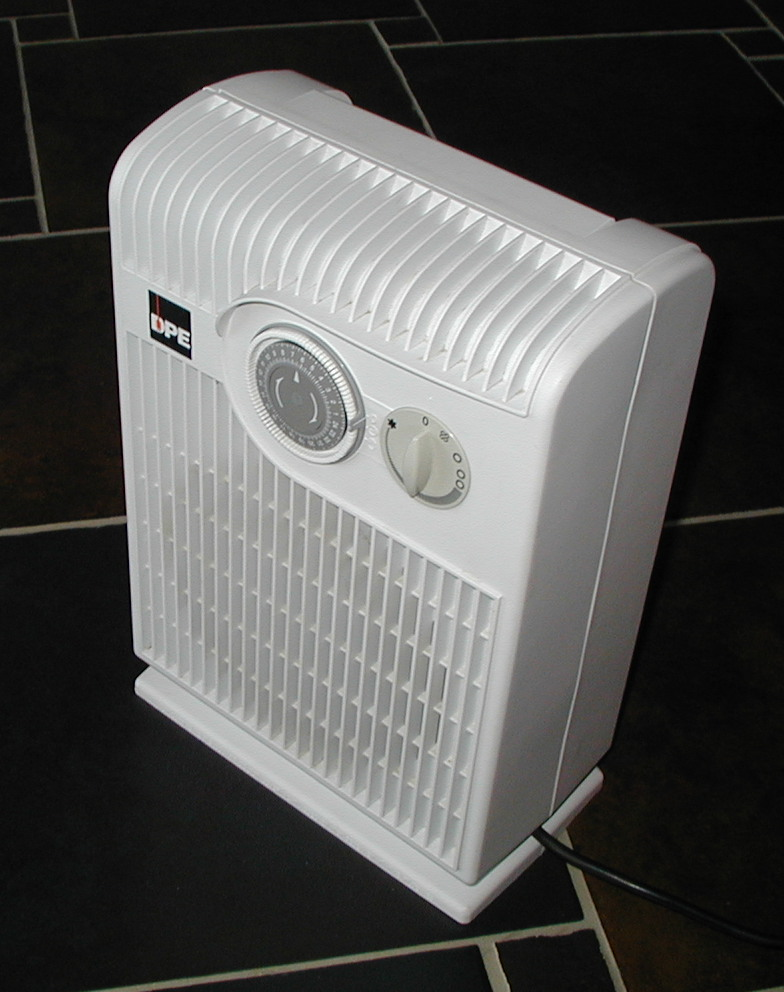
Aquecedor elétrico com ventilador

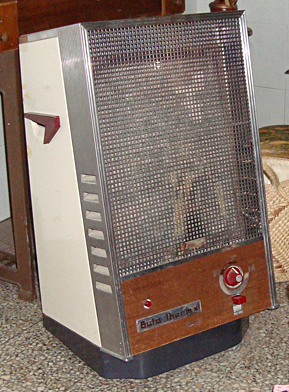
Aquecedor do ambiente a gás, década de 1970

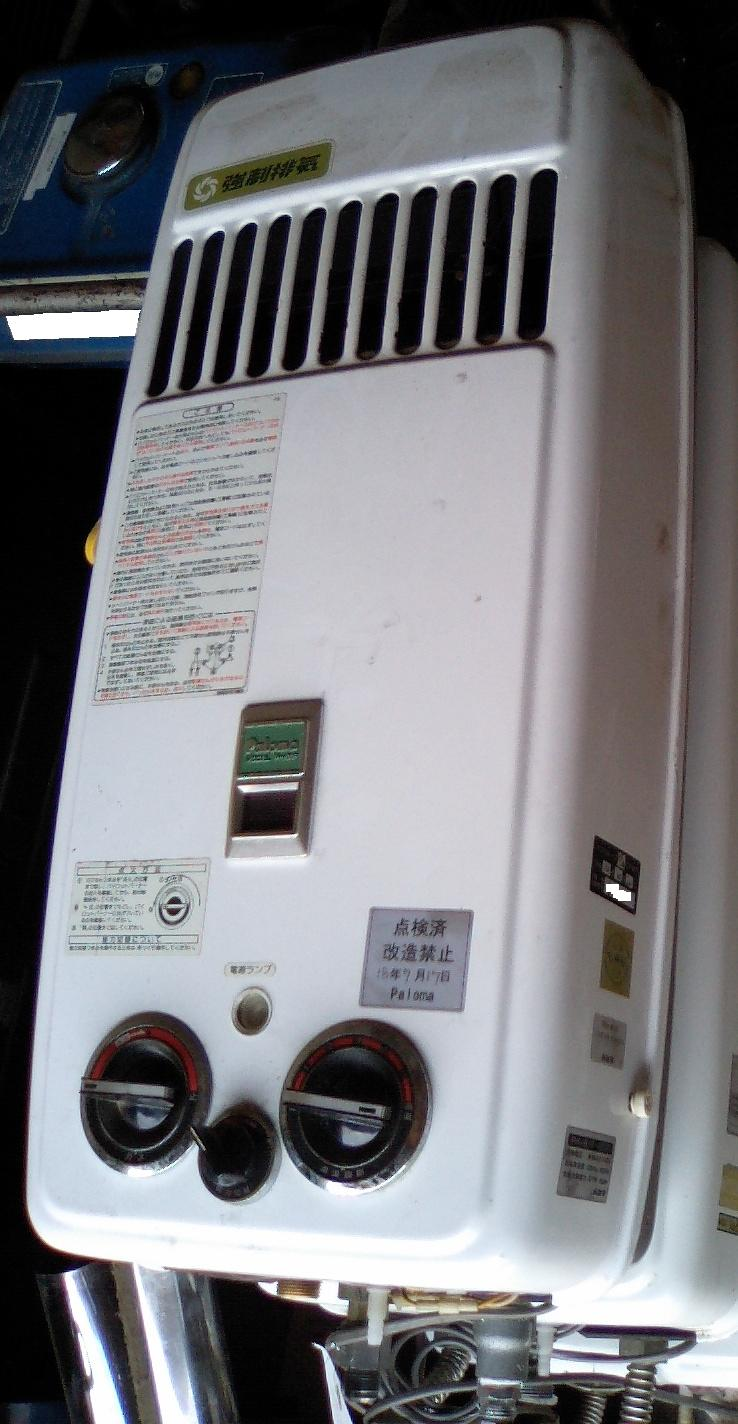
Aquecedor de água a gás, para uso na cozinha e casa de banho

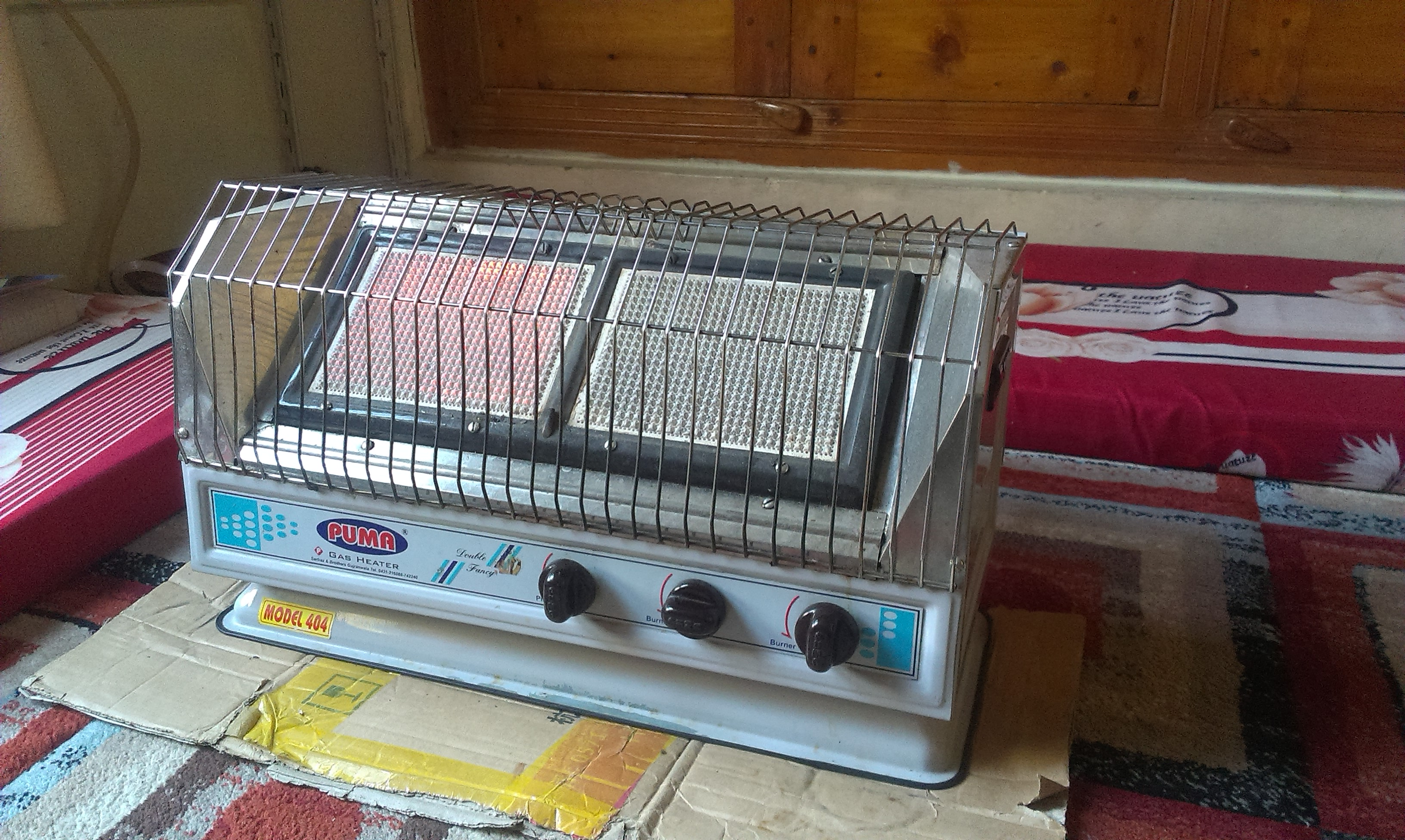
Aquecedor do ambiente a gás, década de 2000

Um aquecedor, de modo geral, é um equipamento utilizado para aquecer algum fluido (ar, água). Muitas vezes se utiliza energia elétrica para produzir este aquecimento.
No Brasil, a palavra «esquentador» é frequentemente usada para os aparelhos que aquecem o ambiente (geralmente quando está frio), e a palavra «aquecedor» para os aparelhos de aquecer água. Nos outros países de língua portuguesa, «aquecedor» é usado para os aparelhos que aquecem o ambiente, «esquentador» é usado para os aparelhos que aquecem a água.

## Usos específicos
- Um aquecedor pode ser usado em aquários, sendo de água doce ou de água salgada.
- Pode-se usar um aquecedor (elétrico, a óleo, a lenha ou a gás) para esquentar um ambiente.
- Aquecedores instantâneos a gás costumam ser usados para esquentar água para banho.